# Liste der costa-ricanischen Botschafter in Nicaragua
Die Botschaft befindet sich in der Calle Las Flores 185, Managua.
| Agrément / Ernennung / Akkreditierung | Botschafter                           | Bemerkungen                  | ernannt von                                                  | akkreditiert während der Regierung von | Posten verlassen |
| ------------------------------------- | ------------------------------------- | ---------------------------- | ------------------------------------------------------------ | -------------------------------------- | ---------------- |
| 1912                                  | Francisco Cabezas Gómez               |                              | Cleto González Viquez                                        | Adolfo Díaz                            | 1917             |
| 1931                                  | Enrique Fonseca Zúñiga                |                              | Cleto González Víquez                                        | José María Moncada Tapia               | 1943             |
| 1943                                  | Vicente Santiago Urcuyo Rodríguez     | Ministros Residentes         | Rafael Ángel Calderón Guardia                                | Anastasio Somoza García                | 1945             |
| 1943                                  | Vicente Santiago Urcuyo Rodríguez     | Ministre plénipotentiaire    | Rafael Ángel Calderón Guardia                                | Anastasio Somoza García                | 1948             |
| 1948                                  | Trino Araya Salas                     |                              | Junta Fundadora de la Segunda República José Figueres Ferrer | Benjamín Lacayo Sacasa                 | 1951             |
| 1951                                  | Romano Orlich Zamora                  | Botschafter                  | Luis Rafael de la Trinidad Otilio Ulate Blanco               | Anastasio Somoza García                | 1953             |
| 1953                                  | Christian von Tattenbach Yglesias     |                              | José Figueres Ferrer                                         | Anastasio Somoza García                |                  |
| 1953                                  | Bernardo Montes de Oca Duverrán       |                              | José Figueres Ferrer                                         | Anastasio Somoza García                | 1955             |
| 1957                                  | José Miguel Rodríguez Villarreal      |                              | José Figueres Ferrer                                         | Luis Anastasio Somoza Debayle          | 1958             |
| 1958                                  | Rafael Angel Valladares Mora          |                              | Mario Echandi Jiménez                                        | Luis Anastasio Somoza Debayle          | 1962             |
| 1962                                  | José Pablo Quirós                     |                              | Francisco José Orlich Bolmarcich                             | Luis Anastasio Somoza Debayle          | 1963             |
| 1963                                  | Noel Hernández Madrigal               |                              | Francisco José Orlich Bolmarcich                             | René Schick Gutiérrez                  | 1965             |
| 1965                                  | Franklin Aguilar Alvarado             |                              | Francisco José Orlich Bolmarcich                             | René Schick Gutiérrez                  |                  |
| 1966                                  | Enrique Fonseca Zúñiga                |                              | José Joaquín Trejos Fernández                                | Lorenzo Guerrero Gutiérrez             | 1970             |
| 1970                                  | Noel Hernández Madrigal               |                              | José Figueres Ferrer                                         | Anastasio Somoza Debayle               | 1974             |
| 1974                                  | Carlos Carmona Benavides              |                              | Daniel Oduber Quirós                                         | Anastasio Somoza Debayle               | 1975             |
| 1975                                  | Abundio Gutiérrez Matarrita           |                              | Daniel Oduber Quirós                                         | Anastasio Somoza Debayle               | 1977             |
| 1977                                  | Rafael López Garrido                  |                              | Daniel Oduber Quirós                                         | Anastasio Somoza Debayle               | 1978             |
| 1979                                  | José Rafael Cordero Croceri           |                              | Rodrigo Carazo Odio                                          | Francisco Urcuyo Maliaños              | 1980             |
| 1980                                  | Enrique Montealegre Martín            |                              | Rodrigo Carazo Odio                                          | Francisco Urcuyo Maliaños              |                  |
| 1980                                  | María Elena Chassoul Monge de Carmona |                              | Rodrigo Carazo Odio                                          | Francisco Urcuyo Maliaños              | 1982             |
| 1982                                  | Jesús Manuel Fernández Morales        |                              | Luis Alberto Monge Álvarez                                   | Francisco Urcuyo Maliaños              | 1985             |
| 1986                                  | Oscar Castro Vega                     |                              | Óscar Arias Sánchez                                          | Daniel Ortega Saavedra                 |                  |
| 1987                                  | Farid Ayales Esna                     |                              | Óscar Arias Sánchez                                          | Daniel Ortega Saavedra                 | 1990             |
| 1990                                  | Carlos Aguilar Calderón               |                              | Rafael Ángel Calderón Fournier                               | Violeta Barrios de Chamorro            | 1991             |
| 1992                                  | Víctor Hugo Vargas Araya              |                              | Rafael Ángel Calderón Fournier                               | Violeta Barrios de Chamorro            | 1994             |
| 1994                                  | Edgar Ugalde Álvarez                  |                              | José María Figueres Olsen                                    | Violeta Barrios de Chamorro            | 2001             |
| 7. Feb. 2001                          | Javier Solís Herrera                  | vorher Botschafter in Madrid | Miguel Angel Rodríguez Echeverría                            | Arnoldo Alemán                         | 1. Aug. 2001     |
| 1. Aug. 2001                          | Solón Chavarría                       |                              | Miguel Angel Rodríguez Echeverría                            | Arnoldo Alemán                         |                  |
| 2003                                  | Rodrigo Xavier Carreras Jiménez       |                              | Abel Pacheco                                                 | Enrique Bolaños Geyer                  | 1. Juni 2006     |
| 2006                                  | Javier Sancho Bonilla                 |                              | Óscar Arias Sánchez                                          | Enrique Bolaños Geyer                  |                  |